# Baiba Skride
Baiba Skride (Riga, 19 de febrero de 1981) es una violinista clásica letona.

## Vida
Baiba Skride proviene de una familia muy musical – su amor por la música proviene de su abuela, quien le enseñó a ella y a sus dos hermanas a cantar. Su padre fue un importante director coral y su madre toca el piano. Su hermana Lauma Skride, que es un año menor, toca el piano, mientras que su hermana Linda, que es dos años mayor, toca la viola. A la edad de tres años asistió a una escuela de música en Letonia. Ya tocaba bien el violín a los cuatro años y dio su primer concierto cuando tenía poco menos de cinco.
Más tarde, Baiba Skride asistió a una escuela especial para talentos musicales en Riga. Desde 1995 estudió en la Universidad de Música y Teatro de Rostock con Petru Munteanu. Durante mucho tiempo viajó entre la escuela especial de Riga y la universidad de Rostock. También ha asistido a clases magistrales con Ruggiero Ricci y Lewis Kaplan.

## Carrera

### Como solista

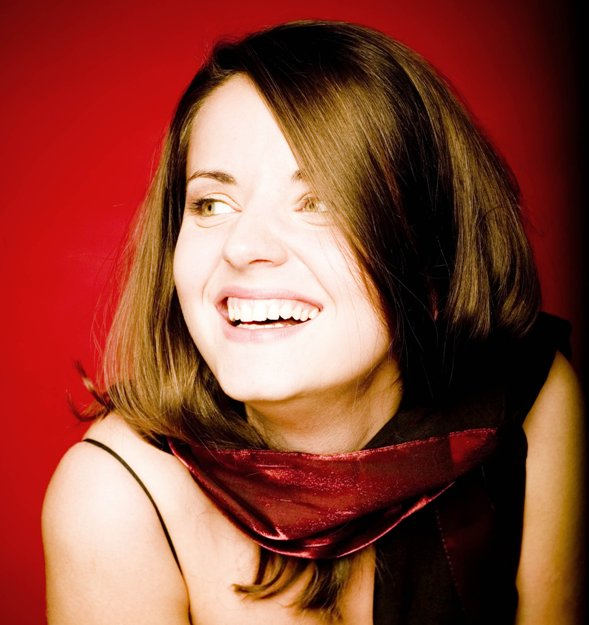
Baiba Skride (2007)

En 2004 Baiba Skride hizo su debut en el Festival de Salzburgo.
Las orquestas de renombre con las que Baiba Skride ha actuado como solista incluyen:
- en Alemania Orquesta Filarmónica de Berlín, Múnich, Orquesta Sinfónica Alemana, Orquesta Sinfónica de la Radio de Berlín, Orquesta Sinfónica de la Radio de Baviera, Orquesta de la Gewandhaus de Leipzig, Filarmónica de Cámara Alemana de Bremen, Orquesta de Cámara Carl Philipp Emanuel Bach
- en el Reino Unido Orquesta Philharmonia (Londres), Orquesta Filarmónica de Londres, Orquesta Filarmónica de la BBC (Mánchester), Academy of Saint Martin in the Fields, Scottish Chamber Orchestra
- otras orquestas en Europa Orquesta de París, Orquesta Nacional de Bélgica, Orquesta de la Tonhalle de Zúrich, Orquesta Filarmónica de Helsinki, Orquesta Sinfónica de la Radio Sueca, Orquestas Sinfónicas de Copenhague, Gotemburgo y Malmö, Radio Filharmonisch Orkest-Holland, ResidentieOrkest, Orquesta Sinfónica de Lahti, Orquesta Nacional Rusa
- en Estados Unidos Orquesta Sinfónica de St. Louis, Orquesta Sinfónica de Baltimore, Orquesta Sinfónica de Cincinnati, Orquesta Sinfónica de Detroit, Orquesta Sinfónica de Houston, Orquesta de Cámara de Los Ángeles, Orquesta de Filadelfia
- en Asia las Orquestas Filarmónicas de Tokio, Seúl y Melbourne

Ha tocado con directores de orquesta como Paavo Berglund, Herbert Blomstedt, Jean-Claude Casadesus, Constantinos Carydis, Charles Dutoit, Olari Elts, Mikko Franck, Hans Graf, Hartmut Haenchen, Neeme Järvi, Paavo Järvi, Neville Marriner, Andris Nelsons, Peter Oundjian, Rafael Frühbeck de Burgos, Kirill Petrenko, Mikhail Pletnyov, John Storgårds y Osmo Vänskä.

### Música de cámara
Baiba Skride también actúa como música de cámara, junto con socios como Bertrand Chamayou y Lauma Skride (piano), Lise Berthaud y Brett Dean (viola), Sol Gabetta, Alban Gerhardt, Harriet Krijgh y Daniel Müller-Schott (violonchelo), Xavier de Maistre (arpa).
Las tres hermanas Baiba, Linda y Lauma Skride todavía actúan juntas hoy. En la mayoría de los casos, otro músico de cámara complementa el trío Skride para formar un cuarteto, por ejemplo el violonchelista Julian Steckel o la violonchelista Kristina Blaumane.

### Instrumentos
Desde febrero de 2005 hasta noviembre de 2010, Baiba Skride tocó el violín "Wilhelmj" de Antonio Stradivari de 1725, que la Nippon Music Foundation puso a su disposición. Este Stradivarius estaba valorado en 2 millones de euros en 2006.
Desde noviembre de 2010 tocó durante cinco años el Stradivarius "Ex Baron Feilitzsch" de 1734, cedido por Gidon Kremer.  Actualmente toca el Yfrah Neaman Stradivarius, cedido por la familia Neaman a través de la Beares International Violin Society.

## Premios y reconocimientos

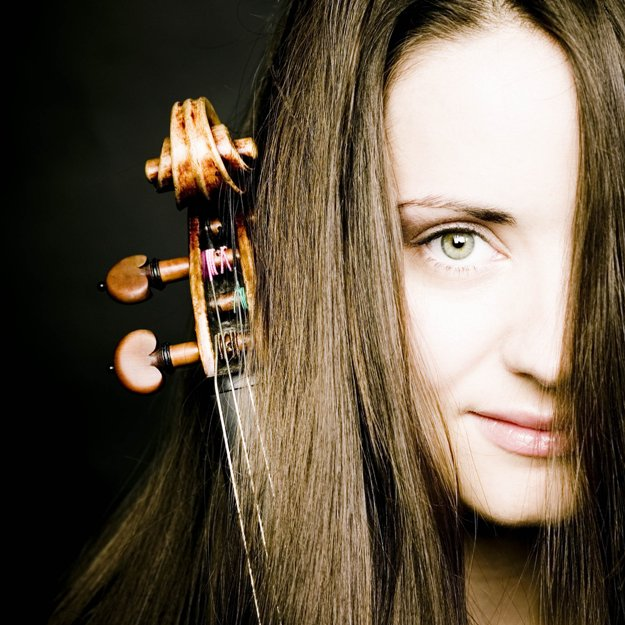
Baiba Skride

- 1988 – 1r. Premio en un festival internacional de música en Bulgaria
- 1992 – Gran Premio en el Premio Internacional para Niños Danny Kaye
- 1995 – 1.er Premio en el Concurso Internacional de Violín del Monasterio de Schöntal
- 1996 – Finalista en la 8.ª Competición de Eurovisión en Lisboa
- 1997 – 1.er Premio en el Concurso Internacional de Violín “Jeunesses Musicales” en Bucarest
- 1998 – 2.º Premio en el concurso Paganini
- 2001 – 1.er Premio en el Concours Reine Elisabeth para violín
- 2003 – Premio Luitpold del Festival Kissinger Sommer
- 2005 – Echo Klassik, premio a la mejor artista joven por su CD de debut[10]
- 2006 – Echo Klassik en la categoría "Grabación de concierto del año, Música del 20./21. Century” [11] para la grabación de los conciertos para violín de Shostakovich y Janáček

## Discografía selecta
Hasta 2008, Baiba Skride fue contratada exclusivamente por Sony. Allí ocupó el lugar de Hilary Hahn, que se había cambiado a Deutsche Grammophon. Desde entonces ha estado trabajando con el sello discográfico Orfeo.
- 2004 – Obras de Bach, Bartók e Ysaÿe para violín solo (Sony Classical).
- 2004 – Conciertos para violín de Mozart, Michael Haydn y Schubert. Orquesta de Cámara Carl Philipp Emanuel Bach, Hartmut Haenchen (Sony Classical).
- 2006 – Conciertos para violín de Shostakovich y Janáček. Filarmónica de Múnich, Mikko Franck (Sony Classical).
- 2007 – Obras de Beethoven, Schubert y Ravel para violín y piano. Lauma Skride (Sony Classical).
- 2008 – Souvenir Russe. Obras de Chaikovski. Sinfónica de la Ciudad de Birmingham, Andris Nelsons (Sony Classical).
- 2011 – Brahms: Concierto para violín; 21 Danzas húngaras (arregladas para violín y piano). Filarmónica de Estocolmo, Sakari Oramo, Lauma Skride (Orfeo).
- 2012 – Conciertos para violín de Stravinsky & Frank Martin; Honegger: Pacific 231; Rugby. BBC National Orchestra of Wales, Thierry Fischer (Orfeo).
- 2013 – Schumann: Concierto para violín; Fantasía. Sinfónica de la Radio Danesa, John Storgårds (Orfeo).
- 2014 – Szymanowski: Conciertos para violín; Mitos para violín y piano. Filarmónica de Oslo, Vasili Petrenko, Lauma Skride (Orfeo).
- 2015 – Conciertos para violín de Sibelius & Nielsen; Dos serenatas de Sibelius. Filarmónica de Tampere, Santtu-Matias Rouvali (Orfeo).
- 2016 – Sonatas & Piezas para violín y piano de Grieg, Nielsen, Sibelius y Stenhammar. Lauma Skride (Orfeo).